# KF3
La OK-Junior, anciennement KF3, est une catégorie de karting pour les meilleurs pilotes âgés de 11 à 15 ans (les pilotes doivent atteindre l'âge de 12 ans au cours du premier semestre de l'année civile).
Cette catégorie s'appelait jadis « Junior Intercontinental A» (JICA ou ICA-J) et a changé depuis janvier 2007 lorsque la CIK-FIA a décidé de remplacer les moteurs deux temps refroidis par air de 100 cm3 par des moteurs deux temps refroidis par eau (type KF) « Touch-and-Go » (TaG) de 125 cm3. Les moteurs délivrent 26 à 27 ch (19 à 20 kW). Le châssis et les moteurs doivent être approuvés par la CIK-FIA. Le poids minimum du karting est de 145 kg, pilote compris.
Les karts sont équipés d'un démarreur électrique et d'un embrayage. Le régime moteur est limité à 14 000 tr/min.
C'est l'une des catégories de kart les plus élevées avec des championnats nationaux (peut-être avec des règles de pneus différentes).
Il y a un championnat d'Europe, une Coupe du monde, ainsi que des championnats d'Océanie et d'Asie-Pacifique. La Junior Monaco Kart Cup se déroule chaque année dans ce format.
Pour 2013, la classe a été renommée KF-Junior.
En 2016, les karts ont été entièrement repensés en supprimant une grande partie de l'électronique. Les karts sont maintenant poussés pour démarrer. La classe a ensuite été renommée OK-Junior, signifiant Original Kart. 

## Champions

### Monde
| Année | Vainqueur de la Coupe du Monde | Chassis / Moteur / Pneus  |
| ----- | ------------------------------ | ------------------------- |
| 2009  | Giuliano Niceta                | Tony Kart / Vortex / Vega |
| 2010  | Alexander Albon                | Intrepid / TM / Dunlop    |
| 2011  | Charles Leclerc                | Intrepid / TM / Vega      |
| 2012  | Luca Corberi                   | Kosmic / Vortex / Vega    |

| Année | Vainqueur du Championnat du Monde | Chassis / Moteur / Pneus     |
| ----- | --------------------------------- | ---------------------------- |
| 2013  | Alessio Lorandi                   | Tony Kart / Parilla / LeCont |
| 2014  | Enaam Ahmed                       | FA Kart / Vortex / Vega      |
| 2015  | Logan Sargeant                    | FA Kart / Vortex / LeCont    |
| 2016  | Victor Martins                    | Kosmic / Parilla / Vega      |
| 2017  | Dexter Patterson                  | Exprit / TM / LeCont         |
| 2018  | Victor Bernier                    | Kosmic / Parilla / Vega      |
| 2019  | Thomas ten Brinke                 | FA Kart / Vortex / LeCont    |

### Europe
| Année | Champion d’Europe   | Chassis / Moteur / Pneus        |
| ----- | ------------------- | ------------------------------- |
| 1999  | Reinhard Kofler     | Tony Kart / Vortex              |
| 2000  | Michael Ammermüller | n/a                             |
| 2001  | Sebastian Vettel    | Tony Kart / Vortex / Vega       |
| 2002  | Sébastien Buemi     | CRG / Maxter / Vega             |
| 2003  | Nicholas Risitano   | Birel / TM / Vega               |
| 2004  | Stefano Coletti     | Birel / Parilla / Vega          |
| 2005  | Michael Christensen | Gillard / Parilla / Bridgestone |
| 2006  | Miquel Monrás       | Maranello / Parilla / Vega      |
| 2007  | Jack Harvey         | Maranello / XTR / Dunlop        |
| 2008  | Aaro Vainio         | Maranello / Maxter / Dunlop     |
| 2009  | Nyck de Vries       | Zanardi / Parilla / Vega        |
| 2010  | Alexander Albon     | Intrepid / TM / Dunlop          |
| 2011  | George Russell      | Intrepid / TM / Vega            |
| 2012  | George Russell      | Tony Kart / Vortex / Vega       |
| 2013  | Lando Norris        | FA Kart / Vortex / LeCont       |
| 2014  | Enaam Ahmed         | FA Kart / Vortex / Vega         |
| 2015  | Christian Lundgaard | Tony Kart / Vortex/ LeCont      |
| 2016  | Fin Kenneally       | FA Kart / Vortex / Vega         |
| 2017  | Jonny Edgar         | Exprit / TM / LeCont            |
| 2018  | Paul Aron           | FA Kart / Vortex / Vega         |
| 2019  | Marcus Amand        | Kosmic / Parilla / LeCont       |

## Catégories de courses de karting
- KF1, le top niveau du karting
- KF2, antichambre de la série KF1
- KZ1, la catégorie de karting KZ la plus rapide
- KZ2, la deuxième catégorie de karting KZ la plus rapide
- Superkart